# Audrey Rose (film)
Audrey Rose este un film de groază psihologic american din 1977 regizat de Robert Wise. Rolurile principale sunt interpretate de actorii Marsha Mason și Anthony Hopkins. Este bazat pe un roman omonim de Frank De Felitta. 

## Distribuție
- Marsha Mason -  Janice Templeton
- Anthony Hopkins -  Elliot Hoover
- John Beck -  Bill Templeton
- Susan Swift -  Ivy Templeton
- Norman Lloyd -  Dr. Steven Lipscomb
- John Hillerman -  Prosecutor Scott Velie
- Robert Walden -  Brice Mack

## Primire
A avut încasări de 2 milioane $.